# Dysphania azurea
Dysphania azurea är en fjärilsart som beskrevs av Max Joseph Bastelberger 1904. Dysphania azurea ingår i släktet Dysphania och familjen mätare. Inga underarter finns listade i Catalogue of Life.